# Cecilia Gasdia

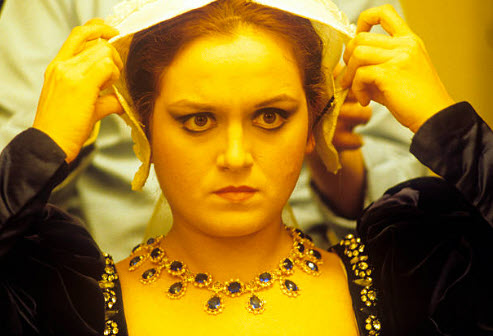
Cecilia Gasdia (1982).

Cecilia Gasdìa (Verona, 14 agosto 1960) è un soprano italiano, dal gennaio 2018 sovrintendente della Fondazione Arena di Verona.

## Biografia
In gioventù Gasdia, personalità eclettica, affianca al percorso scolastico la passione per lo sport, ottenendo importanti risultati nello sci, e per il volo, tanto da, compiuti i 19 anni, cercare di arruolarsi, senza successo in quanto non ancora previsto dall'allora regolamento, nell'Aeronautica Militare. Durante gli anni settanta frequenta a Verona sia il liceo classico Maffei, dove nel 1979 ottiene la maturità classica, sia il Conservatorio Evaristo Felice Dell'Abaco, studiando arpa e pianoforte principale, ottenendo con quest'ultimo strumento il diploma con il voto 10 e lode, e canto lirico, sotto la guida del soprano Rina Malatrasi.
S'impone all'attenzione generale vincendo il Concorso Internazionale di voci Maria Callas della RAI Radiotelevisione Italiana nel 1980, trasmesso in prima serata.
Debutta nel 1981 come Luisa Miller di Verdi, con i vincitori del concorso, tra i quali Simone Alaimo, diretti da Gianandrea Gavazzeni al Teatro Fraschini di Pavia, ripresa dalla Rai.
Il suo lancio internazionale avviene nel 1982, quando sostituisce Montserrat Caballé alla Scala in Anna Bolena di Gaetano Donizetti. Nel 1983 debutta come Liù in Turandot all'Arena di Verona dove, prima dell'avvio della sua carrierà, è stata per qualche anno corista.
Nel 1984 è protagonista de La traviata a Firenze con la regia di Franco Zeffirelli e diretta da Carlos Kleiber; partecipa poi  alla prima esecuzione de Il viaggio a Reims di Rossini diretta da Claudio Abbado con regia di Luca Ronconi.
Ha dedicato la parte centrale della carriera a riproporre i ruoli scritti da Rossini per la moglie Isabella Colbran.
Ha interpretato sulla scena più di novanta ruoli, continuando contemporaneamente l'attività concertistica, spesso in collaborazione con I Solisti Veneti. Si è anche cimentata nelle romanze e in alcune contaminazioni con la musica pop, tra cui l'interpretazione di Il mondo con Jenny B.
Nel 1999 ha cantato il ruolo della protagonista ne La vedova allegra all'Arena di Verona. 
Nel 2012 e nel 2014 ha partecipato come giurata al programma televisivo Ti lascio una canzone di Rai 1. Il 28 novembre 2015 prende parte come ospite alla puntata finale della trasmissione.
In occasione delle elezioni comunali a Verona nel 2017 è candidata come capolista con Fratelli d'Italia, non venendo eletta.
Nel gennaio 2018 è nominata direttrice artistica e sovrintendente della Fondazione Arena di Verona, prima donna a ricoprire tale ruolo nella storia della Fondazione.

## Repertorio
| Ruolo                  | Titolo                    | Autore      |
| ---------------------- | ------------------------- | ----------- |
| Giulietta Capuleti     | I Capuleti e i Montecchi  | Bellini     |
| Amina                  | La sonnambula             | Bellini     |
| Beatrice di Tenda      | Beatrice di Tenda         | Bellini     |
| Teresa                 | Benvenuto Cellini         | Berlioz     |
| Euridice               | Orfeo ed Euridice         | Bertoni     |
| Micaela                | Carmen                    | Bizet       |
| Ircile                 | Démophoon                 | Cherubini   |
| Argelia                | L'esule di Roma           | Donizetti   |
| Anna Bolena            | Anna Bolena               | Donizetti   |
| Norina                 | Don Pasquale              | Donizetti   |
| Rosa                   | Le cantatrici villane     | Fioravanti  |
| Rezia                  | Les pèlerins de la Mecque | Gluck       |
| Marguerite             | Faust                     | Gounod      |
| Juliette               | Roméo et Juliette         | Gounod      |
| Almirena               | Rinaldo                   | Händel      |
| Hanna Glawari Sylviane | La vedova allegra         | Lehár       |
| Nedda                  | Pagliacci                 | Leoncavallo |
| Suzel                  | L'amico Fritz             | Mascagni    |
| Salome                 | Hérodiade                 | Massenet    |
| Cendrillon             | Cendrillon                | Massenet    |
| Jean                   | Le jongleur de Notre-Dame | Massenet    |
| Euridice La Musica     | L'Orfeo                   | Monteverdi  |
| Susanna                | Le nozze di Figaro        | Mozart      |
| Donna Anna             | Don Giovanni              | Mozart      |
| Ascanio                | Lo frate 'nnamorato       | Pergolesi   |
| Mimì                   | La bohème                 | Puccini     |
| Floria Tosca           | Tosca                     | Puccini     |
| Magda de Civry         | La rondine                | Puccini     |
| Lauretta               | Gianni Schicchi           | Puccini     |
| Liù                    | Turandot                  | Puccini     |
| Rosina                 | Il barbiere di Siviglia   | Rossini     |
| Desdemona              | Otello                    | Rossini     |
| Armida                 | Armida                    | Rossini     |
| Elcia                  | Mosè in Egitto            | Rossini     |
| Ermione                | Ermione                   | Rossini     |
| Elena                  | La donna del lago         | Rossini     |
| Anna Erisso            | Maometto secondo          | Rossini     |
| Zelmira                | Zelmira                   | Rossini     |
| Semiramide             | Semiramide                | Rossini     |
| Corinna                | Il viaggio a Reims        | Rossini     |
| Anaï                   | Moïse et Pharaon          | Rossini     |
| Adèle de Formoutiers   | Le Comte Ory              | Rossini     |
| Mrs Ford               | Falstaff                  | Salieri     |
| Anne Trulove           | The rake's progress       | Stravinskij |
| Giulietta di Kelbar    | Un giorno di regno        | Verdi       |
| Hélène                 | Jérusalem                 | Verdi       |
| Luisa Miller           | Luisa Miller              | Verdi       |
| Gilda                  | Rigoletto                 | Verdi       |
| Violetta Valéry        | La traviata               | Verdi       |
| Amelia Grimaldi        | Simon Boccanegra          | Verdi       |
| Desdemona              | Otello                    | Verdi       |
| Nannetta               | Falstaff                  | Verdi       |
| Cesare                 | Catone in Utica           | Vivaldi     |

## Discografia

### Album in studio
| Anno | Titolo Ruolo               | Cast                                                   | Direttore       | Etichetta |
| ---- | -------------------------- | ------------------------------------------------------ | --------------- | --------- |
| 1984 | Catone in Utica Cesare     | Ernesto Palacio, Margarita Zimmermann, Susanna Rigacci | Claudio Scimone | Erato     |
| 1986 | Ermione                    | Chris Merritt, Ernesto Palacio, Margarita Zimmermann   | Claudio Scimone | Erato     |
| 1989 | Zelmira                    | William Matteuzzi, Chris Merritt, Bernarda Fink        | Claudio Scimone | Erato     |
| 1990 | Armida                     | Chris Merritt, Bruce Ford, William Matteuzzi           | Claudio Scimone | Erato     |
| 1993 | Faust Marguerite           | Jerry Hadley, Samuel Ramey, Alexandru Agache           | Carlo Rizzi     | Teldec    |
| 1994 | Orfeo ed Euridice Euridice | Delores Ziegler, Bruce Ford                            | Claudio Scimone | Erato     |

### Dal vivo
| Anno | Titolo Ruolo                 | Cast                                                      | Direttore            | Etichetta           |
| ---- | ---------------------------- | --------------------------------------------------------- | -------------------- | ------------------- |
| 1981 | Luisa Miller                 | Nazzareno Antinori, Claudio Desderi, Simone Alaimo        | Gianandrea Gavazzeni | Serenissima         |
| 1983 | Moïse et Pharaon Anaï        | Samuel Ramey, Shirley Verrett, Keith Lewis                | Georges Prêtre       | Legato              |
| 1984 | Il viaggio a Reims Corinna   | Katia Ricciarelli, Lucia Valentini Terrani, Lella Cuberli | Claudio Abbado       | Deutsche Grammophon |
|      | La traviata Violetta Valery  | Peter Dvorsky, Giorgio Zancanaro                          | Carlos Kleiber       | Exclusive           |
| 1986 | La rondine Magda de Civry    | Alberto Cupido, Alberto Rinaldi                           | Gianluigi Gelmetti   | Fonit Cetra         |
|      | L'esule di Roma Argelia      | Simone Alaimo, Ernesto Palacio                            | Massimo de Bernart   | Bongiovanni         |
| 1989 | Turandot Liù                 | Ghena Dimitrova, Nicola Martinucci, Roberto Scandiuzzi    | Daniel Oren          | Nuova Era           |
|      | Rinaldo Almirena             | Marilyn Horne, Ernesto Palacio, Natale De Carolis         | John Fisher          | Nuova Era           |
| 1993 | Maometto secondo Anna Erisso | Michele Pertusi, Ramón Vargas, Gloria Scalchi             | Gianluigi Gelmetti   | Ricordi             |
| 1995 | Maometto secondo Anna Erisso | Samuel Ramey, Bruce Ford, Gloria Scalchi                  | Gabriele Ferro       | Serenissima         |

## DVD
| Anno | Titolo Ruolo             | Cast                                          | Direttore            | Etichetta |
| ---- | ------------------------ | --------------------------------------------- | -------------------- | --------- |
| 1983 | Gianni Schicchi Lauretta | Juan Pons, Yuri Marusin                       | Gianandrea Gavazzeni | NVC Arts  |
|      | Turandot Liù             | Ghena Dimitrova, Nicola Martinucci, Ivo Vinco | Maurizio Arena       | NVC Arts  |